# Ai margini della metropoli
Ai margini della metropoli is een Italiaanse film van Carlo Lizzani die werd uitgebracht in 1953.

## Verhaal
Mario Ilari is een jonge werkloze arbeider die beschuldigd wordt van de moord op Greta, een jonge vrouw die hij kende. Na zijn aanhouding slaagt hij erin te ontsnappen uit de politiewagen en zich te verstoppen in het huis van zijn vriendin Gina. Hij bezweert Gina dat hij onschuldig is. Hij wordt echter opnieuw gearresteerd. Door zijn vluchtpoging heeft hij zichzelf nog verdachter gemaakt
Luisa, een vriendin van Gina, is overtuigd dat Mario die moord niet heeft gepleegd. Zij neemt contact op met advocaat Roberto Marini. Marini wil Ilari verdedigen en ziet deze zaak als een persoonlijke uitdaging waardoor hij zich kan doen gelden. 
Calí, een zwerver, komt echter roet in het eten gooien. Hij beweert Mario gezien te hebben op de plaats van de misdaad.

## Rolverdeling
| Acteur           | Personage                |
| ---------------- | ------------------------ |
| Massimo Girotti  | advocaat Roberto Martini |
| Marina Berti     | Luisa                    |
| Giulietta Masina | Gina Ilari               |
| Michel Jourdan   | Mario Ilari              |
| Giulio Calì      | de zwerver Calì          |